# 新瑞

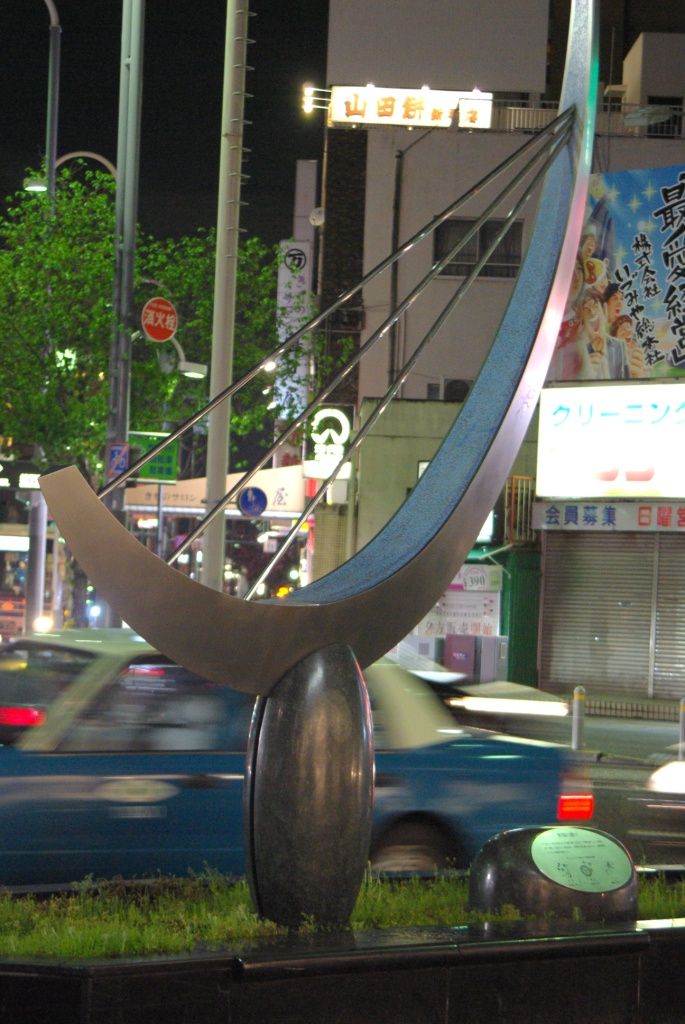
新瑞の調べ

新瑞（あらたま）とは、愛知県名古屋市瑞穂区南部の新瑞橋（あらたまばし）交差点を中心とした周辺地域の通称である。

## 概要
西（堀田・熱田方面）へ伸び、東（八事・島田方面）へ伸びる愛知県道221号岩崎名古屋線、北（桜山・御器所方面）と南（桜本町・笠寺方面）をつなぐ環状線（名古屋市道名古屋環状線）が交わる新瑞橋交差点を中心に、繁華街を形成している。行政区域としては、瑞穂区と南区にまたがる。地下鉄の名城線・桜通線が交わり、バスターミナルのある交通の要所で、名古屋東南部の中心となっている。
街の中心を北東から南西の方向に、山崎川が流れる。山崎川には、新瑞橋交差点の南側に新瑞橋、読み:あらたまはし、ばしではない。、東側に落合橋が掛かる。1941年に名古屋市電循環東線が北から延伸して現在の新瑞橋交差点付近に電停が設けられ、橋の名前から「新瑞橋」の名称がつけられた。周辺は新瑞橋やこれを略した新瑞と呼ばれるようになった。ただし、瑞穂町の町名町界整理の際に環状線沿線には瑞穂通が成立し、新瑞橋は町名に採用されなかった。新瑞橋は瑞穂区と南区の境界に架かっており、両区の施設名に新瑞橋や新瑞が用いられている。新瑞橋は昭和初期の瑞穂耕地整理組合の事業の頃に架けられたという。橋の南は新屋敷土地区画整理組合、北は瑞穂耕地整理組合の土地であり、それぞれの頭文字から採って名前が付けられたと思われる。
街の中心である地下鉄新瑞橋駅は、新瑞橋交差点の地下にある。落合橋という仮称も使われたが、名古屋市電の電停名と同じ新瑞橋が採用された。1974年（昭和49年）3月の市電廃止と同時に地下鉄駅が開業した。
新瑞橋交差点には「新瑞の調べ」というモニュメントがあり、この地に伝わる藤原師長の伝説について書かれている。
また、交差点の反対側には「水」というモニュメントもある。
かつては付近に散髪屋・美容院が多く、美容院の街とも呼ばれた。

## 主な施設
新瑞橋駅#駅周辺も参照。

### ショッピングセンターなど
- MEGAドン・キホーテUNYアラタマ店（元ユニー、元ピアゴ）
  - ユニー時代はボウリング場や屋上遊園地もあった
- イオンモール新瑞橋
- あかのれんビル（ニトリも入居[2]）

### 飲食店
- 山田餅新瑞店
- 覚王山フルーツ大福弁才天新瑞橋店
- なか卯新瑞橋店
- CoCo壱番屋新瑞橋店
- がブリチキン。新瑞橋店
- 鳥貴族新瑞橋店
- 珈食房るぱん 新瑞橋店

### コンビニエンスストア
- セブン-イレブン弥富通一丁目店
- ファミリーマート瑞穂新瑞橋店
- セブン-イレブン名古屋瑞穂通8丁目店

### その他
- 名古屋商工会議所新瑞支部
- 国土交通省名古屋国道工事事務所
- フジパン 本社
- 暮石人形
- あらたまバッティングセンター
- 新瑞絵画研究所
- あらたま商店街
- あらたま東商店街
- 名古屋新瑞橋郵便局 - 1947年7月設置[3]。

### 交通
- 鉄道（名古屋市営地下鉄）
  - 新瑞橋駅（名古屋市営地下鉄名城線・名古屋市営地下鉄桜通線）

- バス（名古屋市営バス）
  - 新瑞橋駅に隣接して新瑞橋バスターミナルがあり、様々なバス路線が利用できる。

- 道路
  - 環状線（名古屋市道名古屋環状線）
  - 妙音通・弥富通（愛知県道221号岩崎名古屋線）

### 写真

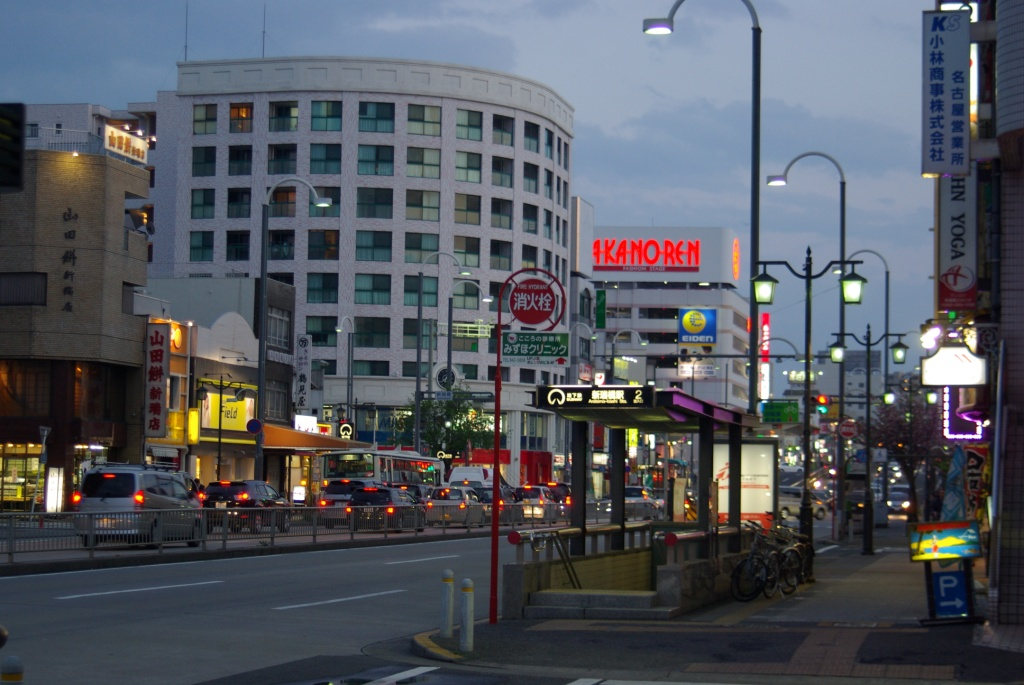
新瑞の繁華街
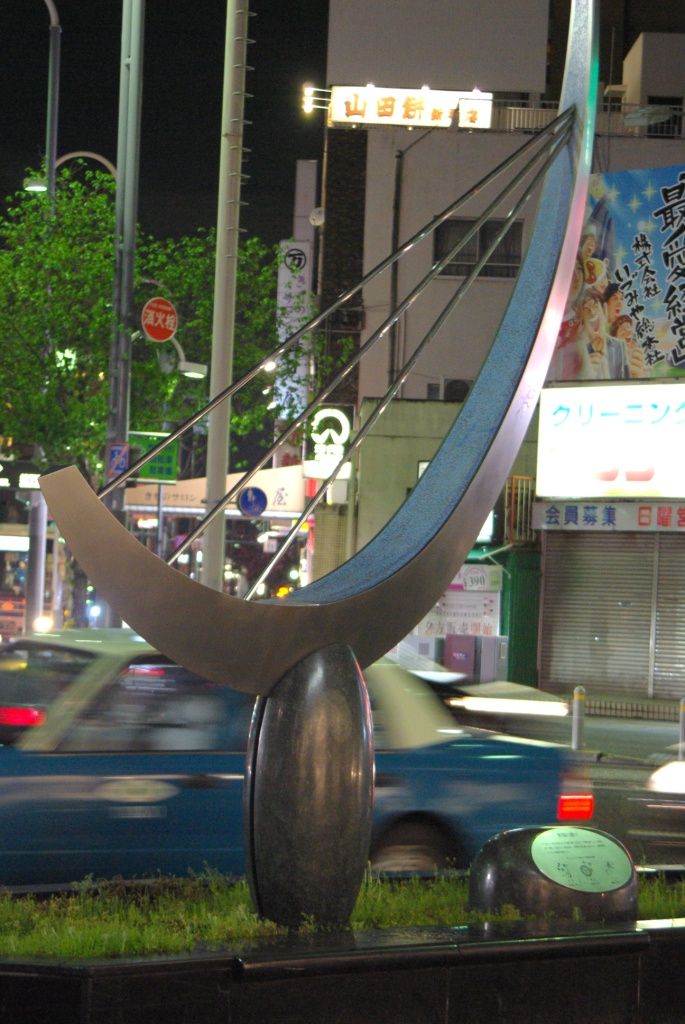
新瑞の調べ
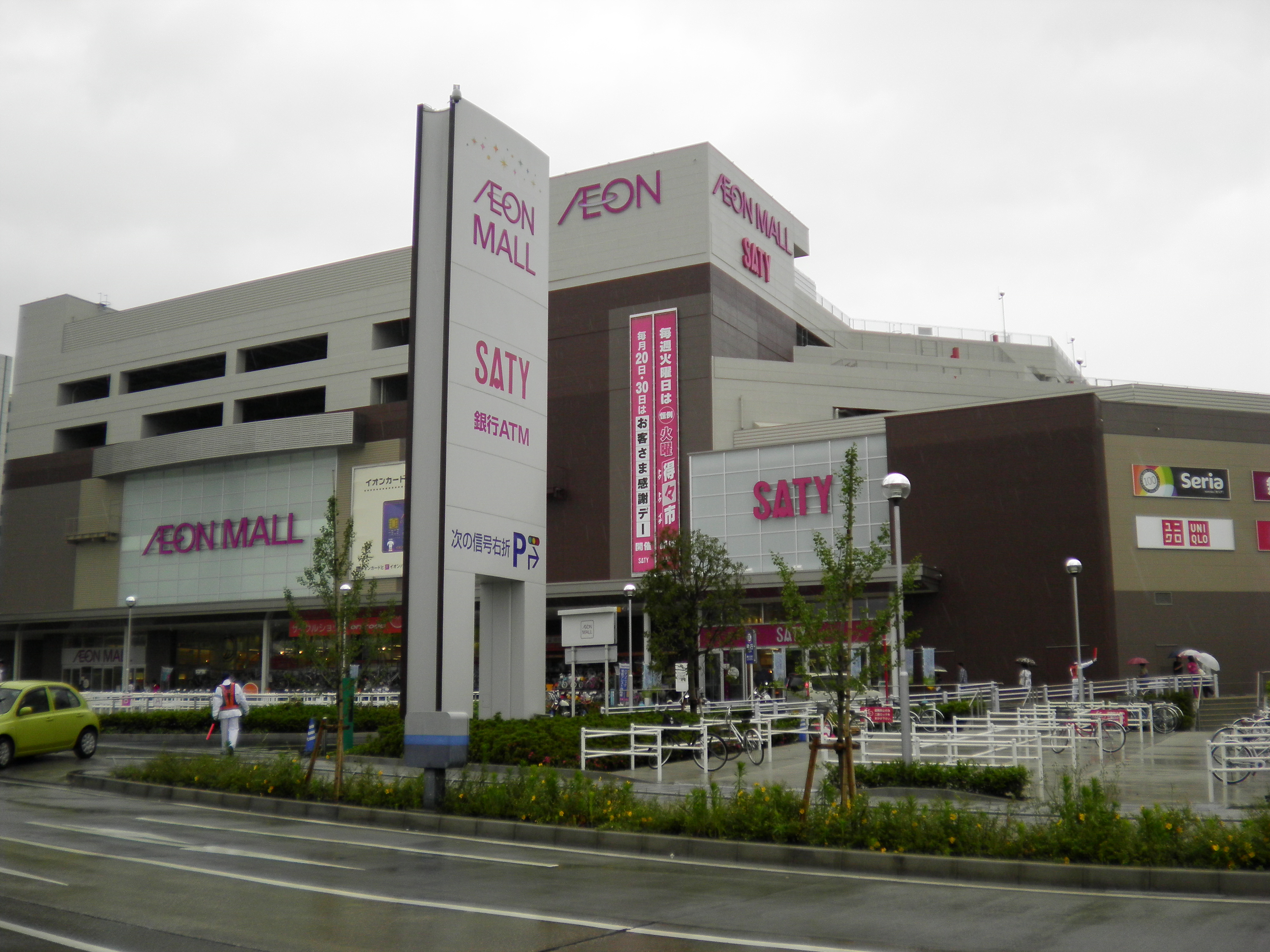
イオンモール新瑞橋
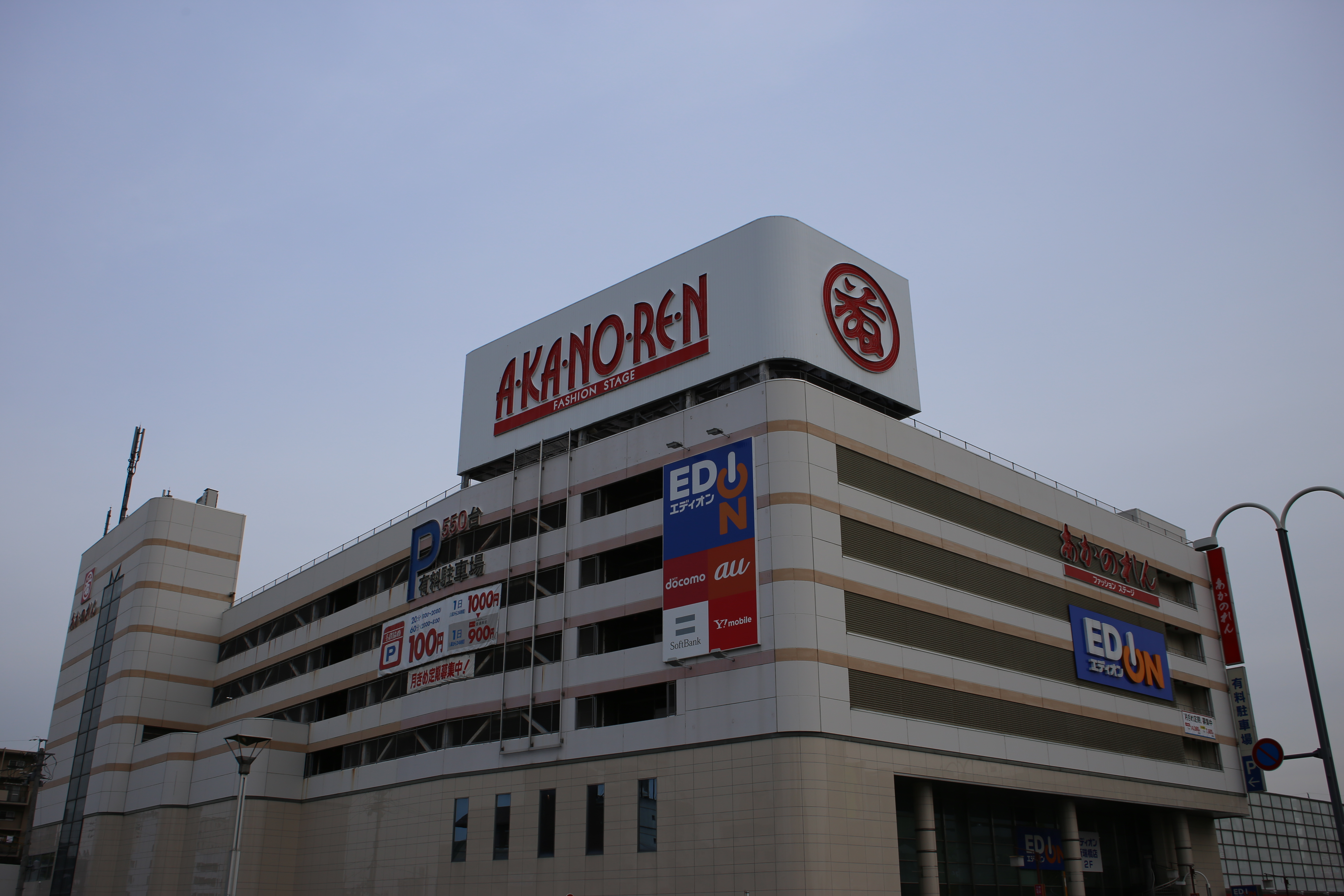
あかのれん新瑞橋店